# Zacayahual, Hidalgo
Zacayahual är en ort i Mexiko.   Den ligger i kommunen San Felipe Orizatlán och delstaten Hidalgo, i den sydöstra delen av landet, 200 km norr om huvudstaden Mexico City. Zacayahual ligger 184 meter över havet och antalet invånare är 160.
Terrängen runt Zacayahual är kuperad åt sydväst, men åt nordost är den platt. Runt Zacayahual är det ganska tätbefolkat, med 248 invånare per kvadratkilometer. Närmaste större samhälle är San Felipe Orizatlán, 0,57 km söder om Zacayahual. Omgivningarna runt Zacayahual är en mosaik av jordbruksmark och naturlig växtlighet.